# Українська радянська мозаїка

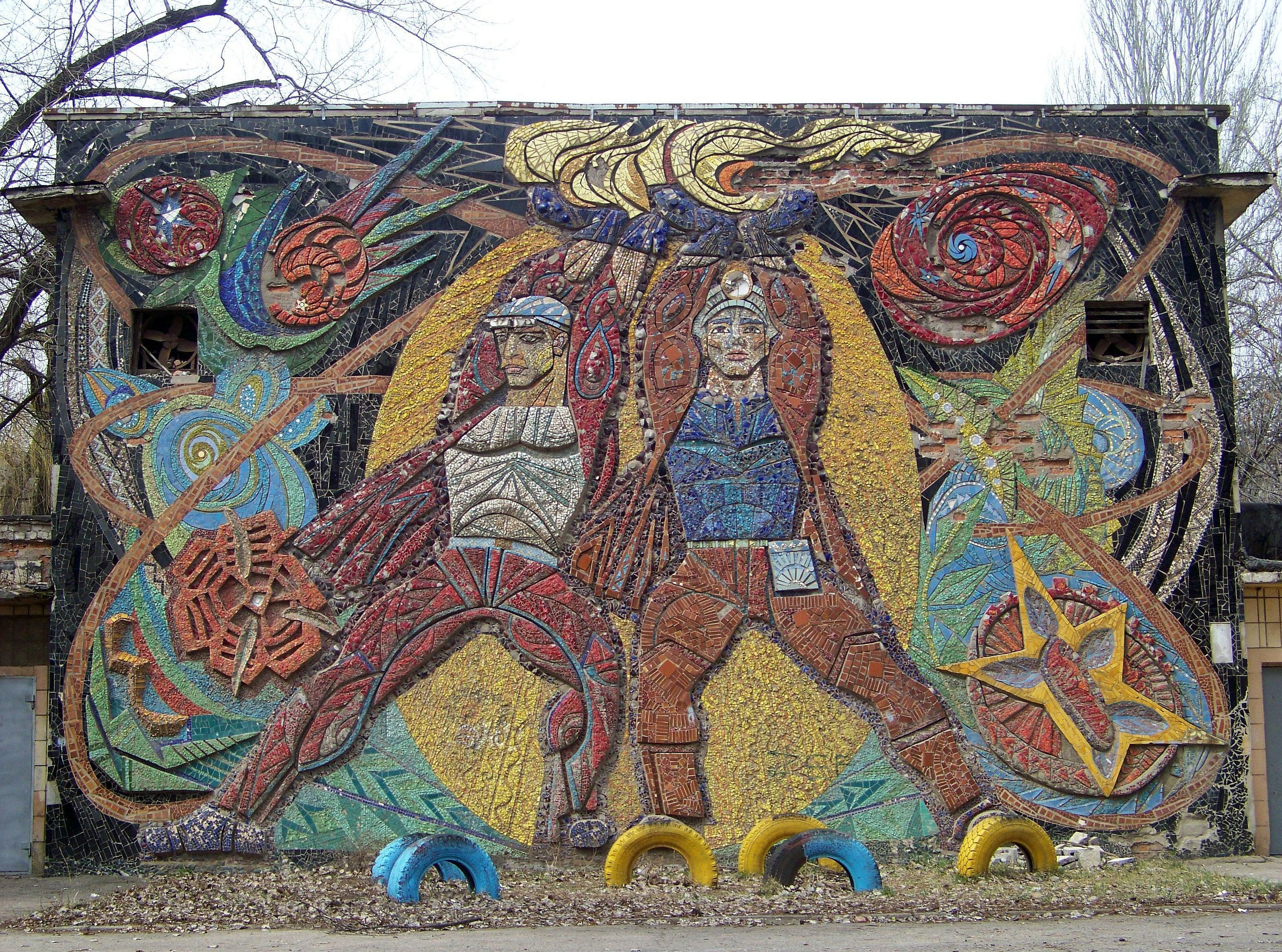
Мозаїки загальноосвітньої школи № 5

Мозаїки — це одна з характерних рис радянської архітектури.

## Історія
Великий розвиток мистецтва мозаїки набув за радянських часів в СРСР. В 1940-х роках художники О. Дейнека, П. Корін, О. Мизін, А. Мильников створили мозаїчні панно для станцій метрополітену, Палацу з'їздів, а також в 1960-х і 1970-х роках мистецтво було застосовано на будинку кіноконцертного залу «Октябрь» (А. Васнецов, М. Андронов, В. Ельконін), в станції музею історії космонавтики в Калузі (А. Васнецов), на будинках Палацу культури профспілок у Тбілісі (З. Церетелі), на Науково-дослідному інституті будівельних матеріалів (Е. Мікаелян).
В Україні в галузі мистецтва, починаючи з 1930-х років, працювали А. Таран, Г. Довженко та інші. Такі види мистецтва як мозаїка, рельєф та інші були застосовані під час створення ряду значних творів. І українські художники, шукаючи нові форми, часто сполучали мистецтво з рельєфом. Наприклад, адміністративний будинок у Луганську (художники І. Литовченко, В. Прядко), фасад Будинку одружень в Олександрії Кіровоградської області, станція метро «Шулявська» у Києві (І. Литовченко, М. Литовченко, В. Прядко), зала Слави музею «Молодої гвардії» у Сорокине (В. Зарецький, В. Смирнов), санаторій у Миргороді (С. Кириченко, Н. Клейн), Інститут теоретичної фізики (І. Марчук, М. Стороженко), Київський палац дітей та юнацтва (А. Рибачук, В. Мельниченко), Національний музей історії України у Другій світовій війні (група під керівництвом С. Кириченка) — всі ці твори були зроблені у Києві.
За радянських часів, особливо в 1970-1980-х роках, сірість стандартизованої бетонно-блоково-панельної архітектури нерідко намагалися прикрасити, використовуючи гігантські мозаїчні панно. Ця мозаїка мала виконувати не лише естетичні, але й пропагандистські функції. Майже у кожному українському місті є мозаїки, рельєфи або вітражі, створені радянськими художниками у 1950—1980 роках. Ці роботи створювалися як прикраси для громадських приміщень та публічних просторів.

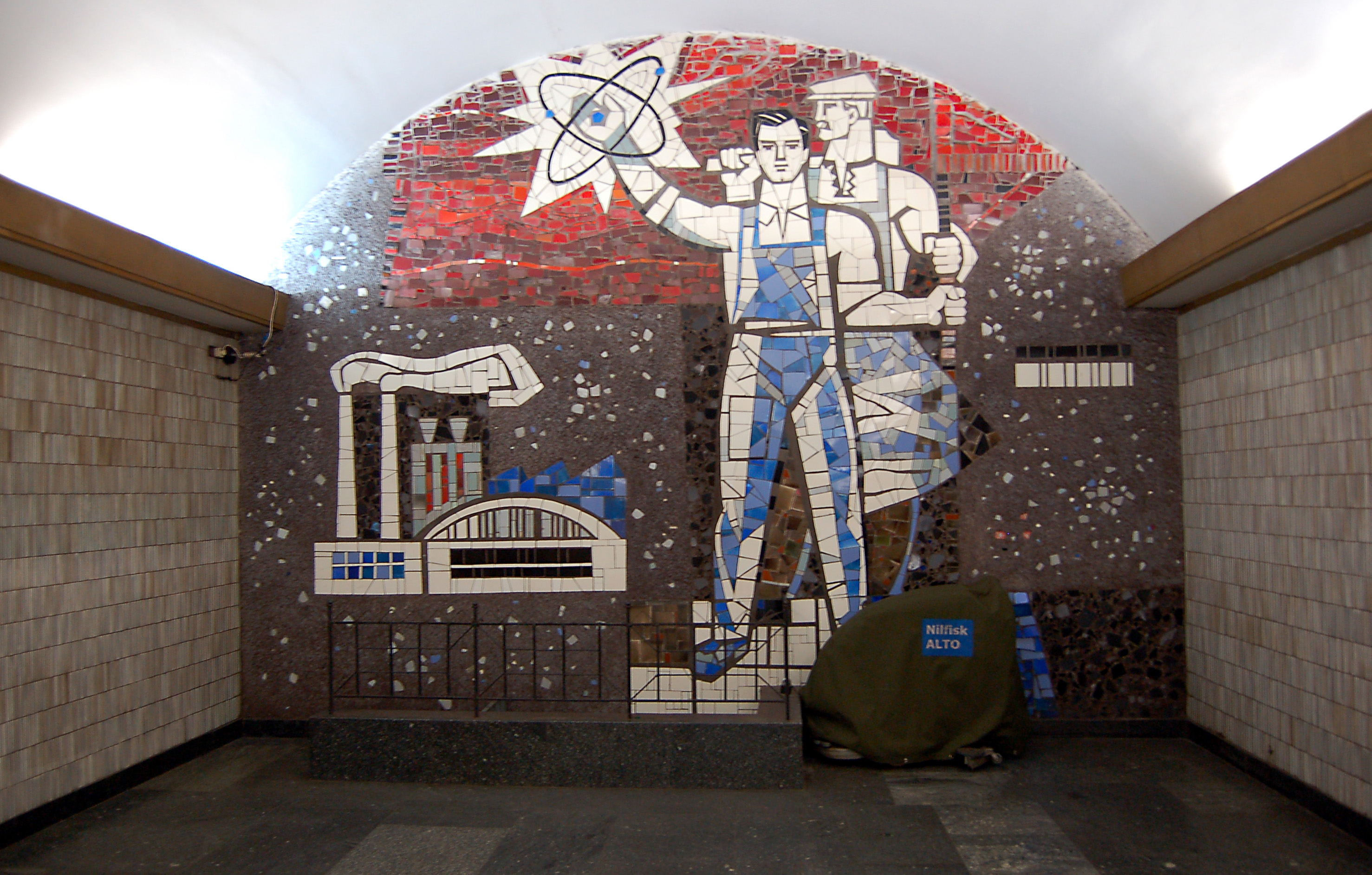
Шулявська, станція метро
Київський палац дітей та юнацтва
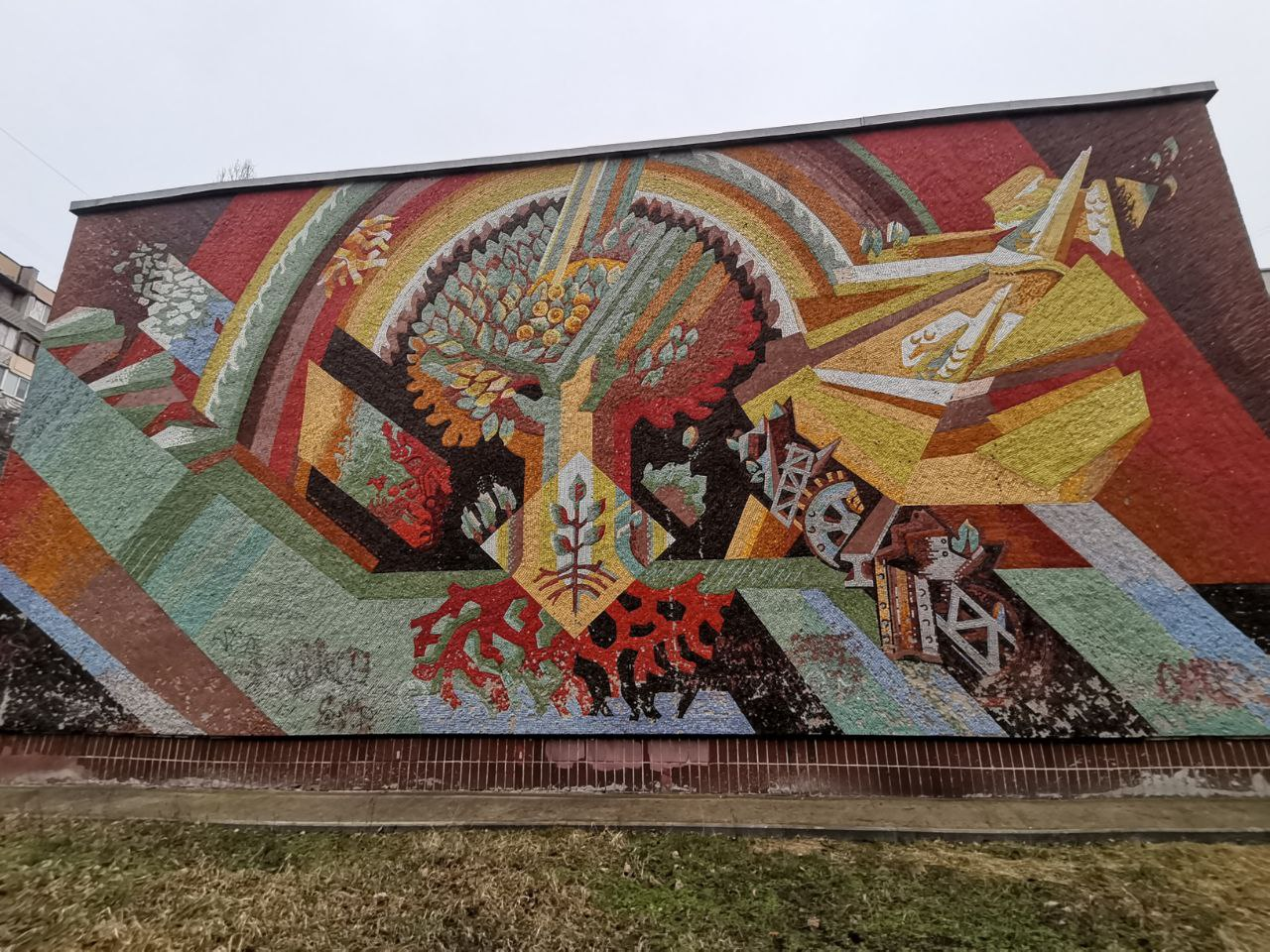
Мозаїка «Збережемо нашу землю», 1987–88, на фасаді дитячої поліклініки, Владимирова Олена Іванівна

### Техніки
Монументальні мозаїки, вітражі, сграфіто почали масово з'являтися після 1955 року, із зміною принципів архітектури та будівництва. Нові архітектурні форми мали великі відкриті вертикальні і горизонтальні площини, на котрих розміщувалися монументальні твори. Техніка, запозичена із сакральної візантійської традиції, надавала необхідної патетичності творам і була надзвичайно міцною та стійкою до різних погодних умов, довго не потребуючи реставрації. Традиційно для мозаїки використовували смальту, але митці користувалися також керамічною плиткою, каменем, металом, склом. Нерідко художники експериментували та використовували абсолютно нетипові матеріали. Так, наприклад, Федір Тетянич (Фріпулья) за життя створив кілька мозаїк у Києві, для яких застосовував шурупи, консервні бляшанки, тощо. Ще один відомий митець, Григорій Синиця, започаткував такий напрямок як флоромозаїка, що нагадувала техніку інкрустації з соломки.

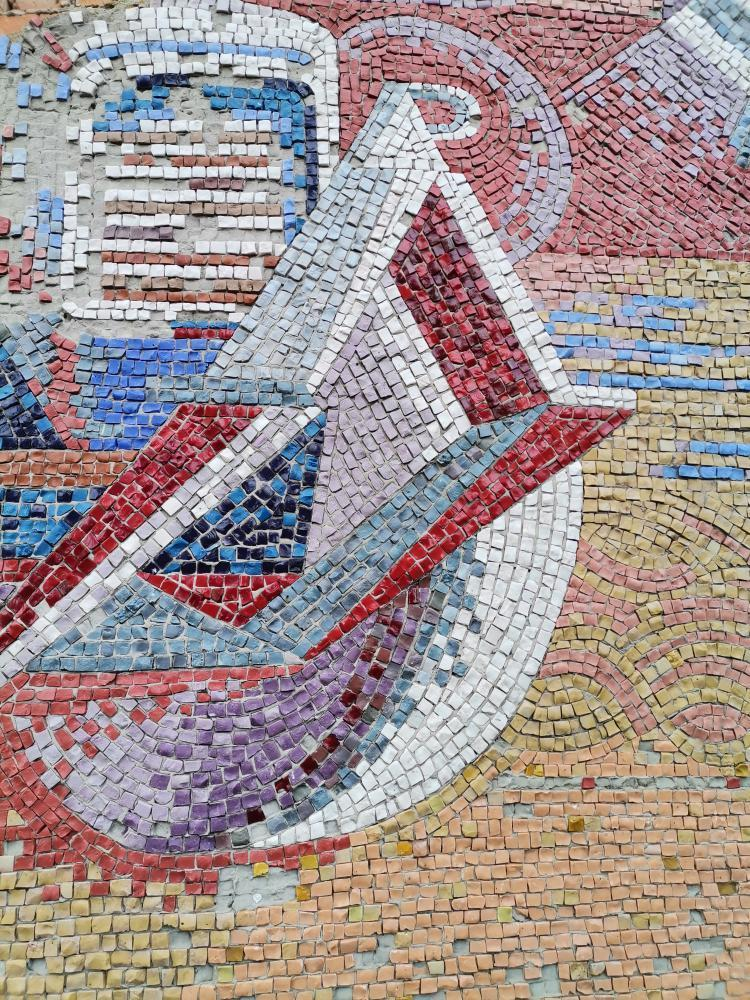
Частина мозаїки зі смальти у селищі Дослідницьке
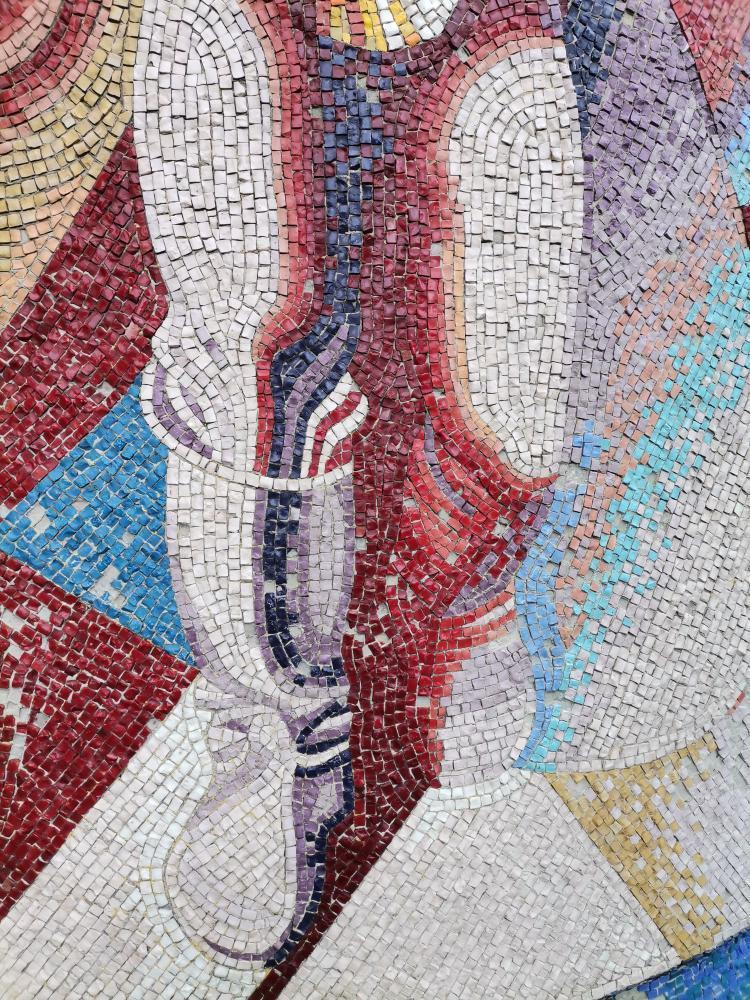
Частина мозаїки зі смальти у селищі Дослідницьке

### Проєкти

#### «Декомунізована: українська радянська мозаїка»
Фотопроєкт «Декомунізована: українська радянська мозаїка» (Decommunized: Ukrainian Soviet Mosaics) та одноіменна фотокнига українського документального фотографа Євгена Нікіфорова є першим комплексним дослідженням радянських монументальних мозаїк. Для цієї фотосерії фотограф Євген Нікіфоров три роки подорожував Україною в пошуках найцікавіших творів мистецтва 1950-х — 1980-х років періоду радянського модернізму. Книга містить близько 200 унікальних фотографій монументальних панно.

#### SOVIET MOSAICS IN UKRAINE
SOVIET MOSAICS IN UKRAINE — проект фонду ІЗОЛЯЦІЯ, що присвячений дослідженню та каталогізації мозаїк радянського періоду в Україні: їх місцезнаходженню, стану, авторам та історії створення. Він включає в себе базу даних усіх мозаїк на території України, що містить уніфіковану інформацію про кожну пам'ятку: фото, назву, автора та опис твору. На сайті розміщена інтерактивна мапа з даними про геолокацію кожної мозаїки.